# Samir Mokbel
Samir Mokbel (ur. 13 listopada 1939) – libański przedsiębiorca budowlany i polityk, prawosławny chrześcijanin. Ukończył studia na wydziale inżynierii cywilnej Uniwersytetu Amerykańskiego w Bejrucie. W latach 1992–1995 był pierwszym libańskim ministrem środowiska w rządzie Rafika al-Haririego. 13 czerwca 2011 r. został mianowany wicepremierem w gabinecie Nadżiba Mikatiego. Zasiada również we władzach prawosławnego Uniwersytetu Balamand.